# Pierre Rambaud
Pierre Rambaud (Allevard, 1852-París, 29 de octubre de 1893) fue un escultor simbolista francés, fuertemente influenciado por el movimiento de la Rosacruz.

## Datos biográficos
Nacido en Allevard en una familia muy modesta en el año 1852. 
Alumno de François Jouffroy, su carrera fue corta y fructífera.
Fue hasta su muerte un pilar de los Salones de la Rose-Croix de Joséphin Péladan. 
El museo Rambaud lleva su nombre en Allevard, su ciudad natal.

## Obras
Entre las mejores y más conocidas obras de Pierre Rambaud se incluyen las siguientes:
- El Pensamiento (La Pensée),
- El Hijo de Tell (Le Fils de Tell),
- Bayard de niño (Bayard enfant reçoit sa première épée) 1889, yeso bronceado, en el museo de Grenoble,[1]
- La Becquée',
- Berlioz muriendo (Berlioz mourant).[2]  en el museo de Grenoble
- Le Serment d'Agrippa d'Aubigne (1552-1630)[3] Conservada en el museo de bellas artes de Angers
- busto de Gustave Rivet en el Museo Rambaud de Allevard[4]
- Jeune Martyre 1893, busto en el museo de Grenoble[5]

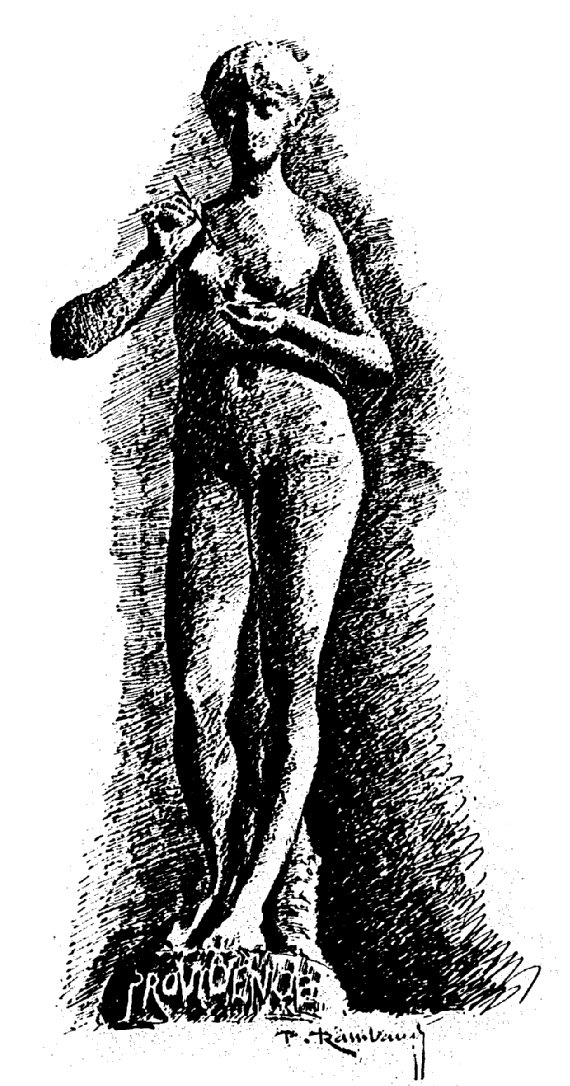
Dibujo de La Providencia